# Distretto di Nipa-Kutubu
Il distretto di Nipa-Kutubu, in inglese Nipa-Kutubu District, è un distretto della Papua Nuova Guinea appartenente alla Provincia degli Altopiani del Sud. Ha una superficie di 6.794 km² e 59.000 abitanti (stima nel 2000)